# Chirpăr
Chirpăr é uma comuna romena localizada no distrito de Sibiu, na região histórica da Transilvânia. A comuna possui uma área de 100.84 km² e sua população era de 1533 habitantes segundo o censo de 2007.